# Michael Klinkert
Michael Klinkert (Saarbrücken, 6 luglio 1968) è un ex calciatore tedesco, di ruolo difensore.

## Carriera
Giocò per la maggior parte della sua carriera con la maglia del Borussia Mönchengladbach.
Giocò in Bundesliga con Borussia Mönchengladbach e Schalke 04 301 partite, segnando 18 reti.

## Palmarès
- Coppa di Germania: 1

Borussia Mönchengladbach: 1994-1995